# Fine Arts Museums of San Francisco

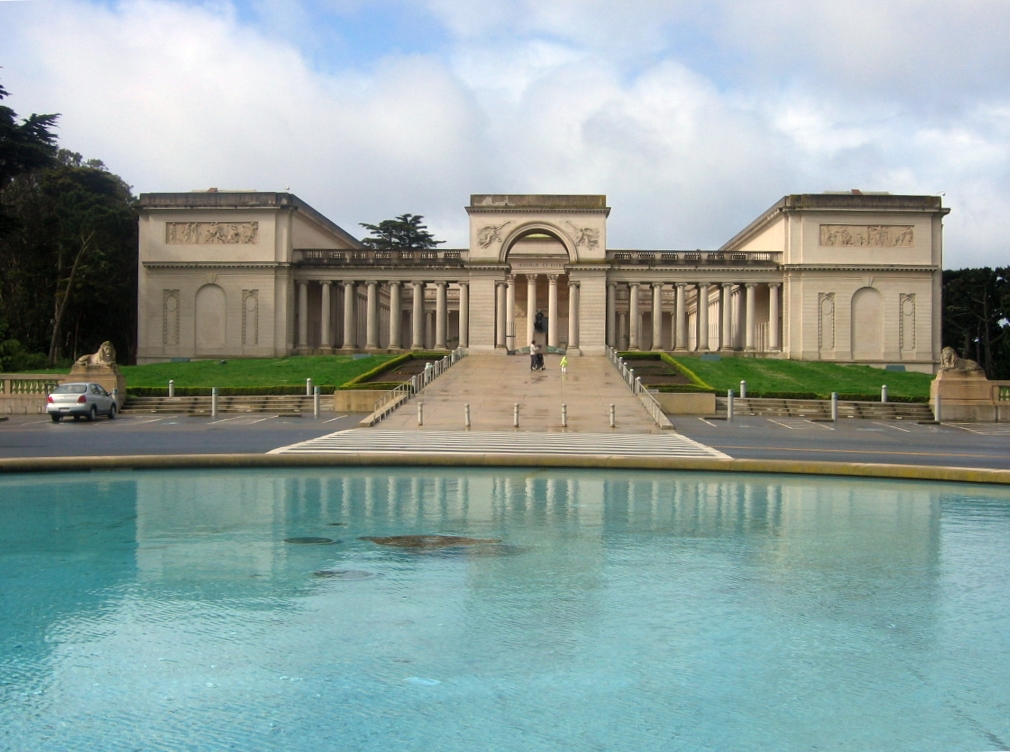
California Palace of the Legion of Honor

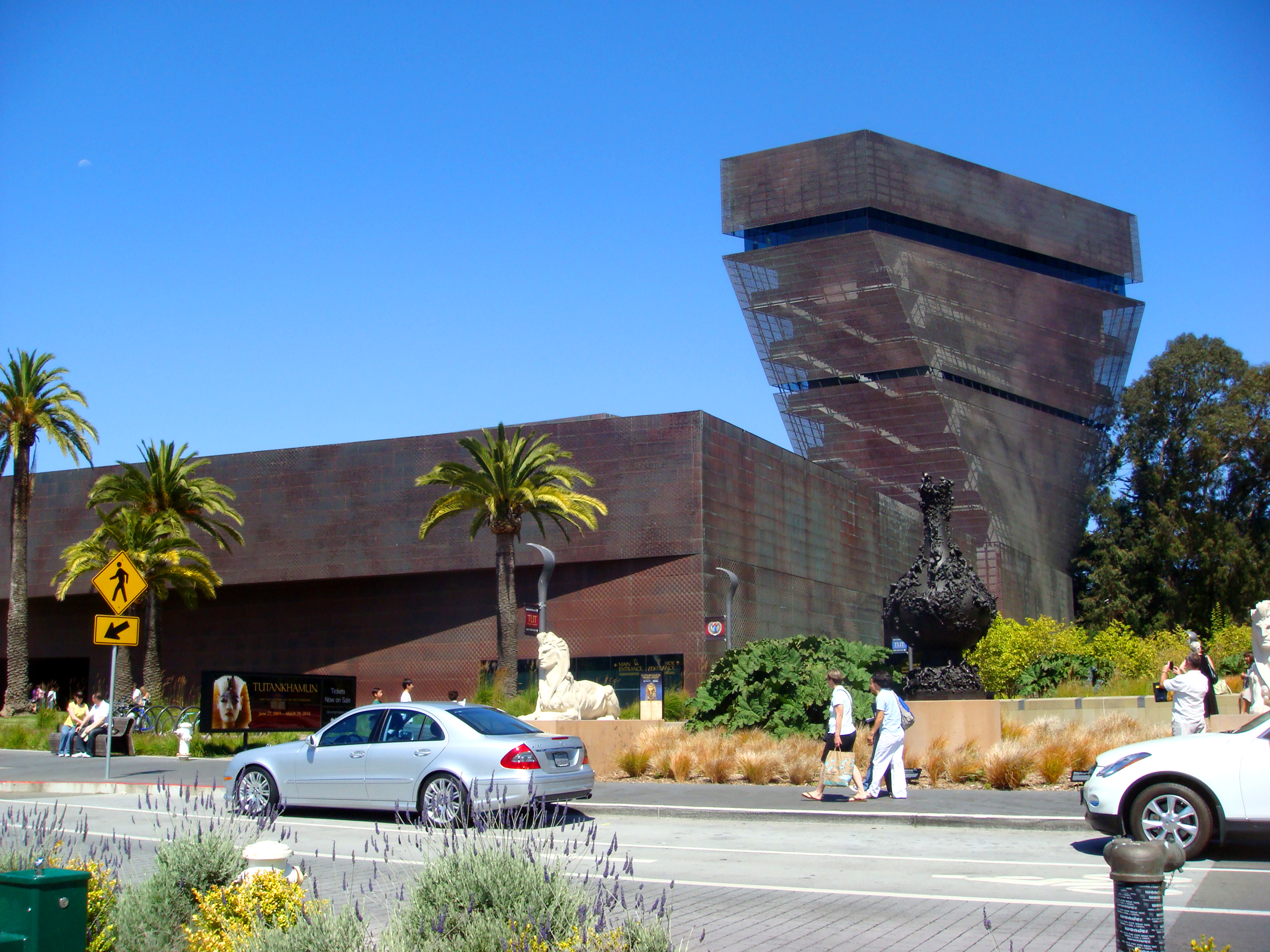
[M.H. de Young Memorial Museum

De Fine Arts Museums of San Francisco  is de overkoepelende  organisatie van twee belangrijke musea in San Francisco, waarover het management wordt gevoerd:
- M.H. de Young Memorial Museum in Golden Gate Park
- California Palace of the Legion of Honor in Lincoln Park

Het is de grootste kunstinstelling van de stad San Francisco en tevens een van de grootste musea van de staat Californië.